# Marcel Bataillon
Marcel Édouard Bataillon (Digione, 20 maggio 1895 – Parigi, 4 giugno 1977) è stato un ispanista e storico della letteratura francese ricordato soprattutto per i suoi studi sulla cultura e sulla spiritualità della Spagna del XVI secolo.

## Biografia
Figlio del biologo Jean-Eugène Bataillon, fu ammesso nel 1913 all'École normale supérieure di Parigi. Nel 1915 fu a Madrid in qualità di delegato del Comité international de propagande des Alliés en Espagne. Dal 1916 prese parte alla prima guerra mondiale come sottotenente di artiglieria; ma quest'esperienza lo fece diventare pacifista. Durante la sua permanenza in Spagna, sviluppò una passione per la civiltà spagnola. Dopo aver completato gli esami di stato per l'insegnamento della lingua spagnola nel 1920, divenne docente dapprima all'Università di Lisbona, poi al Lycée de Bordeaux, e infine all'Università di Algeri, città dove nel 1936 fu candidato del Fronte Popolare per l'Assemblea nazionale. Ottenne un incarico alla Sorbona in qualità di professore di Lingua e letteratura spagnola. Dal 1934 al 1939 è stato membro del "Comité de Vigilanza des intellectuels Antifascistes", che nel 1941 gli procurarono un breve periodo di internamento ad opera dei nazisti al campo di Royallieu-Compiègne. Rimase alla Sorbona fino al 1945 quando ha trasferito al Collège de France, dove divenne il presidente del dipartimento di "langues et littératures de la péninsule ibérique et d'Amérique latine", un incarico che ricoprì per 20 anni. Fu anche amministratore del Collège de France dal 1955 al 1965.
I suoi studi di ispanistica gli diedero un notevole prestigio. Diresse il Bulletin hispanique e la Revue de littérature comparée. Fu membro dell'Académie des inscriptions et belles-lettres nel 1953, socio straniero dell'accademia dei Lincei (1959) e nel 1974 ottenne il premio messicano Alfonso Reyes International Prize.

## Opere (selezione)
- « Alonso de Valdés, auteur du Diálogo de Mercurio y Carón». In: Homenaje ofrecido a Menendez Pidal: miscelanea de estudios linguisticos, literarios e historicos, Madrid: Hernando, I, 1925, pp. 403-415.
- Le roman picaresque; introduction et notes de M. Bataillon, Paris: La Renaissance du Livre, 1931
- Erasme et l'Espagne: recherches sur l'histoire spirituelle du XVI siècle, Paris: Droz; Bordeaux: Feret & Fils, 1937 (Ristampa del 1991 aumentata e corretta, con prefazione di Jean-Claude Margolin, ISBN 2600005102)
- La Célestine selon Fernando de Rojas, Paris: Didier érudition, 1961; ISBN 2864601761 (ed. 1991).
- Varia lección de clásicos españoles; versión castellana de Jose Perez Riesco, Madrid: Gredos, 1964
- Études sur Bartolomé de Las Casas; réunies avec la collaboration de Raymond Marcus, Paris: Centre de recherches de l'Institut d'études hispaniques, 1965
- Picaros y picaresca: La picara Justina; traduccion de Francisco R. Vadillo; prologo original de Marcel Bataillon, Madrid: Taurus, 1969
- Erasmo y el Erasmismo; nota previa de Francisco Rico; traducción castellana de Carlos Pujol, Barcelona: Editorial Critica, 1977
- Les jesuites: dans l'Espagne du XVI siècle; edition établie, annotée et presentée par Pierre-Antoine Fabre; preface de Gilles Bataillon, Paris: Les belles lettres, 2009, ISBN 9782251380964